# Amparo Climent
Amparo Climent Corbín (Valencia) es una artista multidisciplinar, autora de textos dramáticos, actriz, guionista y directora de cine española. Preside la Asociación Cultural Arte y Memoria impulsora del Festival Internacional de Cine por la Memoria Histórica. Ha recibido varios premios por su compromiso con la defensa de los Derechos Humanos, entre ellos el Premio Pilar Bardem. Cine, ayuda y solidaridad 2019 de la Academia de las Artes y las Ciencias Cinematográficas de España. Es especialmente conocida por su documental Las cartas perdidas (2021) sobre las presas y represaliadas del franquismo.

## Biografía
Es la tercera de nueve hermanos y ya de niña jugaba a hacer teatro. A los 8 o 9 años, sus padres le regalaron una cámara de Súper 8 y el cine se incorporó a su vida y la de su familia. Desde muy pronto empezó a experimentar artes plásticas, arte dramático y audiovisual. Estudió arte dramático y música en el Conservatorio de Valencia y se licenció en Bellas Artes en la Universidad Complutense de Madrid.
Estudió interpretación en la Escuela valenciana "El Micalet" y doblaje y sincronización en la Escuela Oficial de Cinematografía de Madrid. La llegada a Madrid, explica, fue clave en la toma de conciencia de los derechos profesionales de la mano de amigos como Juan Diego.
Es una actriz de teatro, cine y doblaje. En la década de los 80 realizó sus primeros trabajos de doblaje y se centró también en guion. En 1996, fue cofundadora de SINOPSIS, la primera agencia de guionistas de España y más tarde es cocreadora y directora de comunicación de ABC Guionistas.
Como intérprete, hizo sus primeros trabajos a principios de los años 70 participando en numerosas series de televisión como La barraca (1979), La casa de los líos (1996-2000), Hospital Central (2005-2009) o Amar es para siempre (2017). También trabajó en películas como Fuera de foco, de J.M. Montes y E. Ciudad; Montparnasse y Sónnica la cortesana, de R. Gassent, El camino del gato, de P. Robín; Tranvía a la Malvarrosa, de José Luis García Sánchez, Demonios en el jardín, de Manuel Gutiérrez Aragón, Trío, de A. Linares; Soldados, de Alfonso Ungría; Flor de Santidad, de Adolfo Marsillach; El Perro, de Antonio Isasi-Isasmendi; Sobrenatural, de Eugenio Martín; Miedo a salir de noche, de Eloy de la Iglesia, entre otras.
También imparte cursos de interpretación en teatro y técnicas ante la cámara, doblaje y locución.
Autora de textos dramáticos: A Pony le pintaban los labios de rojo, Hijas de la soledad, El arreglo, Alicia. En 2011, recibió el Premio Agustín González de teatro con el texto, El último destello, y en 2013, estrenó en Madrid su obra teatral La caja oscura en el Teatro Arenal.

### Derechos Humanos en el foco
Amparo Climent preside la Asociación Cultural Arte y Memoria impulsora del Festival Internacional de Cine por la Memoria Histórica FESCIMED creado en 2017.
En febrero de 2015 presentó la exposición Las lágrimas de África en el Parlamento Europeo con sede en Bruselas.
En 2016 presenta el documental Las lágrimas de África, la historia que Europa no nos cuenta sobre la inmigración a partir de los acontecimientos de la Playa del Tarajal rodado en dos años de viajes a los campamentos de Marruecos, Bolingo y Gurugú. Un año más tarde en Los sueños de Idomeni (2017) codirigida con Héctor Melgares, actor y director, pone el foco en el drama de la población refugiada siria atrapada en la frontera entre Grecia y Macedonia.
En 2019, fue distinguida con el Premio Bardem-Cine, Ayuda y Solidaridad que concede la Academia de Cine, con el que reconoces las acciones solidarias y los valores humanitarios de los cineastas.
En noviembre de 2022 estrenó Las cartas perdidas. La cárcel y el exilio de las mujeres republicanas, un largometraje documental sobre las presas y represaliadas del franquismo de la que es directora y guionista protagonizado por Alba Flores, Marisa Paredes, Julieta Serrano, Tina Sainz, Gloria Vega y otras actrices españolas, que dan vida a una historia narrada por Ana Belén y en cuya banda sonora colaboran, entre otras, Lourdes Pastor y Rozalén. El contenido del documental nació previamente como obra de teatro.

"Hasta ahora hemos visto toda la historia de España a través de los ojos de los hombres; todavía se ha visto muy poco lo que sucedió con todas las mujeres, que fueron las más castigadas y sufrieron doble represión. A partir de las cartas buscamos documentación para contar la historia de aquellas mujeres."
Amparo Climent

En 2024 presenta su libro Las cartas perdidas, basado en la película y la obra de teatro. Con un apartado de memoria colectiva, en donde han participado, Dolores Delgado, Fernando Martínez, Paloma López, Marisa Paredes, Mirta Nuñez, Unai Sordo, Carlos Bardem, Ana Amigo, Francisca Sauquillo, Héctor Melgares Climent, Azucena Rodríguez, Raúl Melgares Climent, Fausto Canales, Gloria Vega, Carlos Berzosa, Carlos Olalla, Alondra Badano, Jaime Ruiz, Lidia Fernández Montes, Francisco González de Tena, Alicia Luna, Mariano Barroso, Goyi Sanz, Javier Ruiz, Marisa Castro, Willy Meier, Julia Juaniz, Javi Larrauri, Víctor Díaz Cardiel, Luz Olier, Giovanna Ribes, José Campos, Maite Blasco, Diego Navarro, Lourdes Pastor, Daniel Gismero, Matías Alonso, Margot Ruano, Miguel Ángel Martínez del Arco, Miriam Tejedor, Mauricio Valiente Ots, Pilar Nova Melle, Remedios Palomo, Rosa Gorgues, Sol Carnicero.
Climent es miembro de la Junta directiva de la Academia de las Artes y de las Ciencias Cinematográficas de España desde 2015, miembro CIMA, Asociación de Mujeres Cineastas y de Medios de Comunicación CIMA, socia fundadora de la Academia Valenciana del Audiovisual y miembro del Consejo de AISGE y patrona de la Fundación AISGE desde donde puso en marcha el Taller de la Memoria de la Escena Española, iniciativa en la que se han publicado 100 libros con las biografías de actrices y actores jubilados.

## Filmografía

### Dirección
- El viaje de Robles (2014) corto
- Las lágrimas de África (2016) documental
- Recuerdos en el jardín (2016) corto

- Los sueños de Idomeni (2017) documental codirectora junto con Héctor Melgares

- Porteadoras. Las esclavas de la frontera sur (2018). corto 10'

- Las cartas perdidas (2021) documental

### Intérprete
Climent ha participado en más de 50 series y películas entre ellas
- La barraca (1979) 9 episodios
- Estudio 1 (1973 - 1981) 3 episodios como Duquesa de Devonshire
- El mayorazgo de Labraz (1983) 4 episodios como Sra. de Peralta
- Tango (1992) 8 episodios
- Mar de dudas (1995) 6 episodios como Blanca
- La casa de los líos (1996-2000) 47 episodios como Nicole
- Hospital Central (2005-2009) 8 episodios como Rosario
- Nadie es perfecto (2016) como Alicia
- Rotas (2016) como Celia (voz)
- Amar es para siempre (2017) 17 eiposodios como Marina
- Las cartas perdidas (2021)

## Teatro
Autora de textos dramáticos
- La caja oscura (2013)
- A pony le pintaban los labios de rojo
- El último destello
- Alicia
- Retazos
- La cocina de irma
- El camino de las palabras
- Hijas de la soledad
- Hijas del mal
- El arreglo

## Premios y reconocimientos
- Premio de la Associació de d´actors del País Valenciá. Nominación Mejor actriz. 1997

- Premio Ercilla de Teatro de Bilbao. Nominación  Mejor actriz. 2003.
- Premio Ayuntamiento de Bilbao. Mejor Actriz Protagonista. 2004.
- Medalla de Oro del Real Círculo Artístico de Barcelona. 2005.
- Premio Agustín González, por el texto teatral, El último destello. 2011.[9]
- Homenaje Festival internacional Dona y Cinema en Valencia. 2017.
- Finalista Lukas Awards Reino Unido 2018. Mejor artista del año, por La casa de Bernarda Alba.[16]
- Premio Acero de la Fundación Domingo Malagón Compromiso y solidaridad. 2018.
- Premio Menina  Derechos Humanos NetWorkWoman. 2019[17]
- Mejor Actriz. Festival Teatro Noctívagos 2019.
- Premio Pilar Bardem. Cine, ayuda y solidaridad. 2019.  Academia de las Artes y de las Ciencias Cinematográficas de España.[1]
- En 2023 recibió el Premio «Ciudadanas del Mundo» en el apartado de Cultura.[18]
- En 2024 recibió el premio Manuel Antonio Mesones Muro, que le fue entregado en el Congreso de los Diputados de España.[19]